# Led Zeppelin BBC Sessions
BBC Sessions – kompilacja utworów studyjnych i nagranych na żywo angielskiego zespołu rockowego Led Zeppelin wydana w 1997. Pierwszy dysk składa się z materiału z trzech sesji nagraniowych dla radia BBC z 1969, natomiast na drugim znalazła się większa część koncertu z 1 kwietnia 1971 z Paris Theatre w Londynie.
Przed ukazaniem się tego wydawnictwa pojawiało się mnóstwo bootlegów z nagraniami z koncertu z Londynu. Fani zespołu byli bardzo entuzjastycznie nastawieni do tego albumu, jako że prezentował pierwszy materiał z koncertów Led Zeppelin wydany od roku 1976. Niektórzy krytykowali decyzję o montażu niektórych utworów i odrzucenie innych, nagranych dla BBC – chodzi tu głównie o nowy niepublikowany dotąd utwór "Sunshine Woman" oraz o dużą część "mieszanki" z "Whole Lotta Love" z 1971.

## Lista utworów

### Dysk 1
1. "You Shook Me" (Dixon/J. B. Lenoir) – 5:14
2. "I Can't Quit You Baby" (Dixon) – 4:22
3. "Communication Breakdown" (Bonham/Jones/Page) – 3:12
4. "Dazed and Confused" (Page) – 6:39
5. "The Girl I Love She Got Long Black Wavy Hair" (Bonham/Sleepy John Estes/Jones/Page/Plant) – 3:00
6. "What Is and What Should Never Be" (Page/Plant) – 4:20
7. "Communication Breakdown" (Bonham/Jones/Page) – 2:40
8. "Travelling Riverside Blues" (Johnson/Page/Plant) – 5:12
9. "Whole Lotta Love" (Bonham/Jones/Page/Plant) – 6:09
10. "Somethin' Else" (Eddie Cochran/Sharon Sheeley) – 2:06
11. "Communication Breakdown" (Bonham/Jones/Page) – 3:05
12. "I Can't Quit You Baby" (Dixon) – 6:21
13. "You Shook Me" (Dixon/Lenoir) – 10:19
14. "How Many More Times"{zawiera:"The Hunter"(Howlin' Wolf)/"The Lemon Song"(Robert Johnson)} (Bonham/Jones/Page) – 11:51

### Dysk 2
1. "Immigrant Song" (Page/Plant) – 3:20
2. "Heartbreaker" (Bonham/Jones/Page/Plant) – 5:16
3. "Since I’ve Been Loving You" (Jones/Page/Plant) – 6:56
4. "Black Dog"(Jones/Page/Plant) – 5:17
5. "Dazed and Confused" (Page) – 18:36
6. "Stairway to Heaven" (Page/Plant) – 8:49
7. "Going to California" (Page/Plant) – 3:54
8. "That's the Way" (Page/Plant) – 5:43
9. "Whole Lotta Love"{zawiera:"Boogie Chillun"(John Lee Hooker)/"Fixin’ to Die"(Bukka White)/"That's Allright Mama"(Arthur Crudup)/"A Mess of Blues"(Doc Pomus/Mort Shuman)}(Bonham/Jones/Page/Plant) – 13:45
10. "Thank You" (Page/Plant) – 6:37

## Informacje na temat nagrań
Sesja 1: Top Gear Johna Peela
- Miejsce: Playhouse Theatre, Northumberland Avenue, Londyn
- Data nagrania: poniedziałek, 3 marca 1969
- Pierwotne ukazanie się na antenie: niedziela, 23 marca 1969 (w programie razem z utworami zespołów Free, The Moody Blues oraz Deep Purple)
- Utwory: Dysk 1: 1-4
- Producent: Bernie Andrews
- Inżynier dźwięku: Pete Ritzema
- Tape operator: Bob Conduct

Sesja 2: Rhythm and Blues Alexisa Kornera, (BBC World Service)
- Miejsce: Maida Vale studio 4, Delaware Road, Londyn
- Data nagrania: środa, 19 marca 1969
- Pierwotne ukazanie się na antenie: poniedziałek, 14 kwietnia 1969
- Utwory: "I Can't Quit You Baby", "You Shook Me" oraz "Sunshine Woman". Pierwsze dwa utwory zostały skasowane lub zaginęły w BBC. Trzeci nie został wydany.
- Producent: Jeff Griffin

Sesja 3: "Tasty Pop Sundae" Chrisa Granta (choć pierwotnie miały się ukazać w programie "Symonds on Sunday" Dave’a Symondsa)
- Miejsce: Aeolian Hall studio 2, Bond Street, Londyn
- Data nagrania: poniedziałek, 16 czerwca 1969
- Pierwotne ukazanie się na antenie: niedziela, 22 czerwca 1969
- Utwory: Dysk 1: 5 i 10. Sesja obejmowała również utwór "Communication Breakdown" oraz wstępną wersję "What Is and Should Never Be".
- Producent: Paul Williams

Sesja 4: Top Gear Johna Peela (podwójna sesja nagraniowa)
- Miejsce: Maida Vale studio 4, Delaware Road, Londyn
- Data nagrania: niedziela, 24 czerwca 1969
- Pierwotne ukazanie się na antenie: niedziela, 29 czerwca 1969
- Utwory: Dysk 1: 6-9.
- Producent: John Walters
- Inżynier dźwięku: Tony Wilson

Sesja 5: One Night Stand
- Miejsce: Playhouse Theatre
- Data nagrania: piątek, 27 czerwca 1969
- Pierwotne ukazanie się na antenie: niedziela, 10 sierpnia 1969
- Utwory: Dysk 1: 11-14. Ta sesja zawierała również utwory "Dazed and Confused" i "White Summer"/"Black Mountain Side"

Sesja 6: In Concert (MC: John Peel)
- Miejsce: Paris Cinema, Lower Regent Street, Londyn
- Data nagrania: czwartek, 1 kwietnia 1971
- Pierwotne ukazanie się na antenie: niedziela, 4 kwietnia 1971
- Utwory: Dysk 2: wszystkie utwory. Nagrane zostały również utwory "Communication Breakdown" i "What Is and What Should Never Be".
- Producent: Jeff Griffin
- Inżynier dźwięku: Tony Wilson

## Ekipa
- Led Zeppelin:
  - Jimmy Page	 – gitara elektryczna i akustyczna, mastering, producent składanki
  - Robert Plant	 – wokal
  - John Paul Jones	 – gitara basowa, organy, mandolina
  - John Bonham	 – perkusja
- Jon Astley	 – mastering
- Chris Walter	 – zdjęcia
- Andie Airfix	 – grafika
- Luis Rey	 	– wkładka